# Hans Völcker

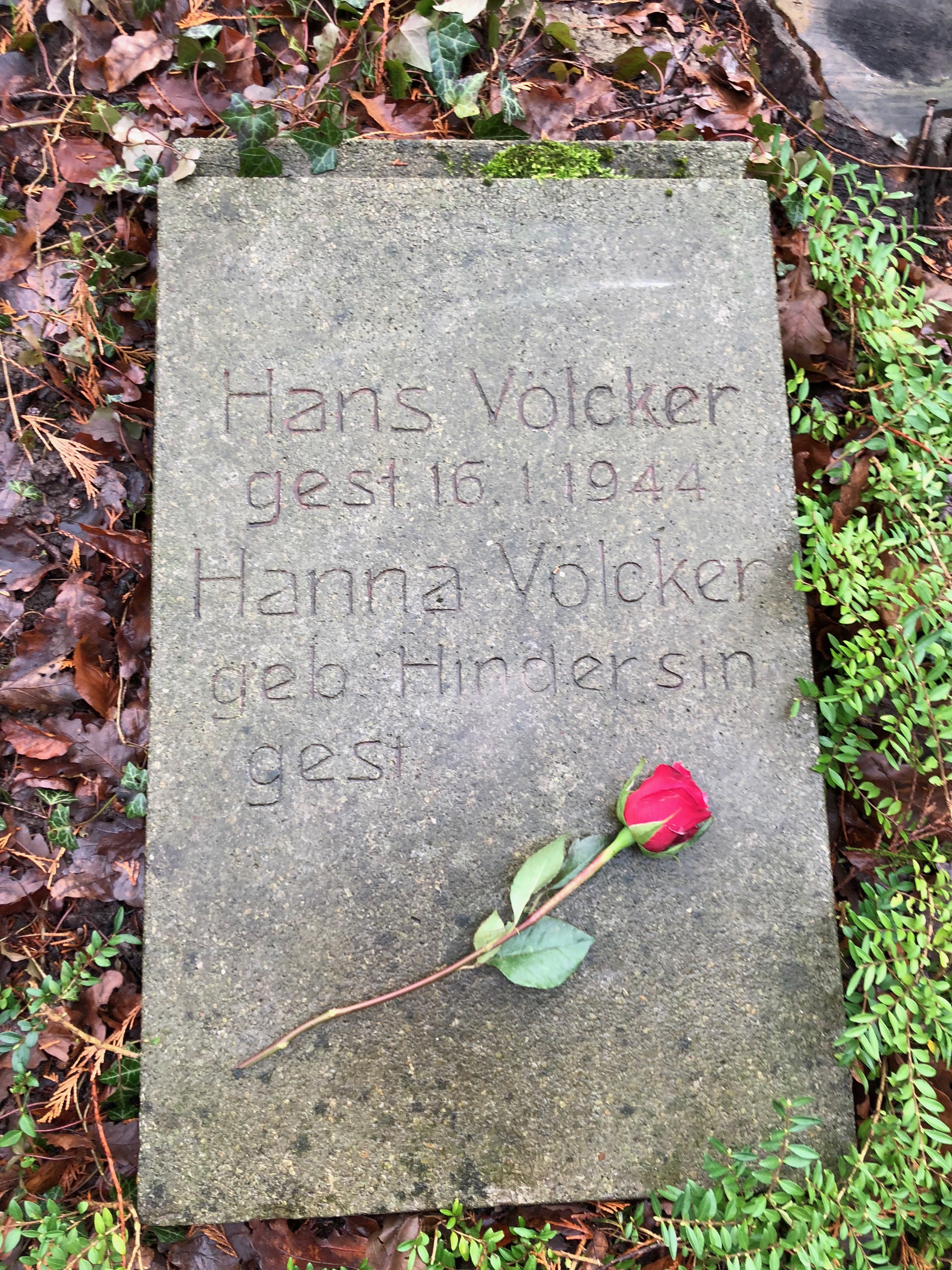
Völckers und seiner Frau Ruhestätte in Wiesbaden auf dem Südfriedhof

Hans Völcker (* 21. Oktober 1865 in Pyritz in Pommern; † 16. Januar 1944 in Wiesbaden) war ein Wiesbadener Maler.

## Leben und Werk

### Künstlerische Anfänge
Völcker war der Sohn eines Pfarrers. Früh verwaist, wurde er von seinem Großvater erzogen und besuchte das humanistische Gymnasium in Pyritz. Von dem etwa 30 Kilometer entfernten Stettin aus lernte er schon in jungen Jahren die See kennen und lieben, was ihn später dazu anregte, neben der Landschafts- und der Stilllebenmalerei die Marinemalerei zu pflegen.

### Akademie
1885 nahm Völcker sein Studium bei dem norwegischen realistischen Landschaftsmaler Hans Fredrik Gude an der Berliner Akademie auf. Gude ermunterte ihn zu Reisen nach Skandinavien, wodurch Völcker eine besondere Vorliebe für nordische Gebirgs- und Seenlandschaften entwickelte. Von seinen dortigen Studienreisen brachte er Gemälde mit, die ihm große Anerkennung einbrachten.

### Freischaffender Maler
Bereits ab 1891 betrieb er eine eigene Malschule für Pleinairmalerei, wo Margarethe Haeffner, die spätere Ehefrau von Oskar Moll, seine bekannteste Schülerin war. Mit seinem Berliner Freund Walter Leistikow – ebenfalls Schüler von Gude – teilte er eine Verehrung für Max Liebermann. Die Begegnung mit Bildern von Liebermann förderte seine stilistische Weiterentwicklung zum Impressionisten. 1894 kam er nach München, wo er 1896 zu den Mitbegründern der Luitpold-Gruppe gehörte.

### Wiesbaden
1899 zog er mit seiner Frau Hanna, geb. Hindersin, aus Stettin, die er schon seit seiner Studienzeit in Berlin kannte, nach Wiesbaden. Am 8. Januar 1901 war er Mitbegründer der Wiesbadener Gesellschaft für bildende Kunst. Hans Völcker gehörte zu den ersten Künstlern, die 1904 als Mitglieder des neugegründeten Deutschen Künstlerbundes im Münchener Königlichen Kunstausstellungsgebäude am Königsplatz ausstellten.

Hans Völcker: Boote an der Mittelmeerküste, um 1905, Gouache auf Papier, 53 × 59 cm

Er nahm wesentlichen Einfluss auf die Ausstellungstätigkeit des Vereins und setzte sich insbesondere für die zeitgenössische Kunst ein, u. a. präsentierte er Max Liebermann, Fritz Overbeck oder Lovis Corinth. Besonderer Stellenwert kommt heute der Ausstellung „Holländische Sezession“ zu, in der Gemälde von Vincent van Gogh und Jan Toorop zu sehen waren. 1912 zeigte der Verein zum ersten Mal Bilder von Alexej Jawlensky. Als es 1917 zur Fusion mit dem Nassauischen Kunstverein kam, erhielt Völcker die Position des künstlerischen Ausstellungsleiters.
Nach der Katalogisierung der Gemäldegalerie des Museums Wiesbaden durch den Nassauischen Kunstverein wurde er zusammen mit der Kunsthistorikerin Mela Escherich 1911/12 mit der Neuordnung der Sammlung betraut.
In den Sommermonaten besuchte er für Landschaftsstudien gerne die Eifel und die Lüneburger Heide. Aus Friesland brachte er große Dünenlandschaften mit Windflüchtern mit, die Eingang in die Kunstsammlung von Heinrich Kirchhoff fanden. 1905/6 reiste er ins südliche Afrika, wo er u. a. die Victoriafälle des Sambesi (zwischen Simbabwe und Sambia) besuchte, um auch dort Landschaftsmotive zu malen und zu zeichnen.
In der Zeit des Nationalsozialismus war Völcker Mitglied der Reichskammer der bildenden Künste. Er war u. a. 1937 auf der Großen Deutsche Kunstausstellung in München mit dem Ölgemälde Die Gärtnerin vertreten.

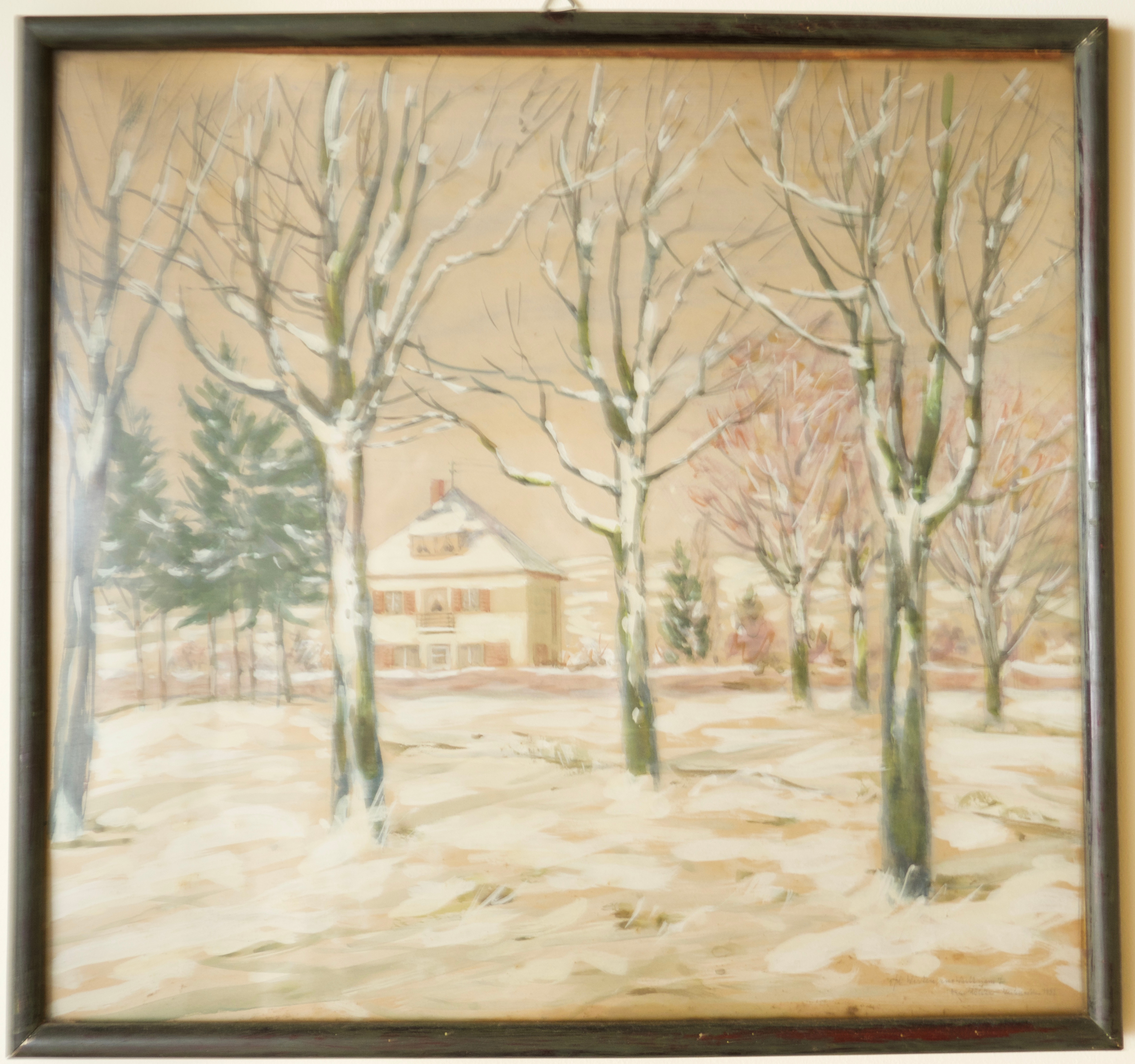
Aquarell „Winter Am Wartturm 7“; Blick auf das Wohnhaus vom gegenüberliegenden kleinen Kastanienpark, der den Turm noch heute umgibt.

Ab 1937 lebte Völcker bis zu seinem Tod mit seiner Frau im Haus Am Wartturm 7, wo er auch einen Garten besaß, in dem er sich gerne zum Malen aufhielt.  Zum Weihnachtsfest schenkte er seiner Vermieterin ein Aquarell mit der Signatur „Im Winter am Wartturm 7, Hans Völcker, Weihnachten 1937“.

### Völckers Wandmalereien in Wiesbaden
Den ersten großen Auftrag als Dekorationsmaler und Innenarchitekt erhielt Völcker 1910 zur Ausstattung des Krematoriums des Südfriedhofs mit Fresken. Teilweise wurden die Arbeiten durch Hans Völcker selbst unter Mitwirkung seiner Frau Hanna, die ebenfalls Künstlerin war, durchgeführt.
1912 wurde Völcker die Gesamtausstattung des Kaiser-Friedrich-Bads übertragen. Seine Frau Hanna war an der Ausführung des großen Figurenfrieses beteiligt.
Auch die Dekorationsmalerei im Inneren des 1915 eingeweihten, von dem Architekten Theodor Fischer erbauten „Neuen Museums“ schuf Völcker.
Im Museum hatte er bis in die 1930er-Jahre sein Atelier, wie später auch Alo Altripp.